# Дедович, Никола
Никола Дедович (серб. Никола Дедовић; род. 25 января 1992, Белград) — сербский ватерполист, игрок клуба «Спандау» и сборной Сербии. Двукратный чемпион Олимпийских игр 2020 и 2024 годов, победитель летней Универсиады 2011 года.

## Карьера
На клубном уровне Никола Дедович сначала играл за ВК «Партизан», а с 2014 по 2015 год — в «Раднички». С 2016 года Дедович играл за немецкий ватерпольный клуб «Спандау 04». В сезоне 2018/2019 годов стал чемпионом Германии.
В 2011 году в составе сборной Сербии стал чемпионом летней Универсиады, которая проходила в Шэньчжэне. В 2013 году на летней Универсиаде в Казани стал бронзовым призёром.
С 2020 года играет в сборной страны.
В 2021 году принимал участие в летних Олимпийских играх в Токио, где сербы повторили итог четырёхлетней давности и вновь стали олимпийскими чемпионами, а Дедович завоевал своё первое олимпийское золото.
На Олимпийских играх 2024 года в Париже сербы в финале встретились с Хорватией и победили 13-11. Никола Дедович, забив два года в финале, стал двукратным чемпионом Олимпийских игр.